# Programul Alimentar Mondial
Programul Alimentar Mondial - PAM (în franceză Programme Alimentaire Mondial, prescurtat PAM, în engleză World Food Programme, prescurtat WFP) este o agenție specializată a Organizației Națiunilor Unite, cu sediul la Roma, Italia. Este cea mai mare organizație cu rol umanitar pentru acordarea de ajutoare internaționale în alimente. Organizația are birouri în 90 de țări de pe glob unde se derulează programe de ajutor finanțate de PAM.
În 2020 i-a fost decernat Premiul Nobel pentru Pace „pentru eforturile depuse în combaterea foametei, pentru contribuția sa la îmbunătățirea condițiilor pentru pace în zonele afectate de conflicte și pentru activarea ca forță conducătoare în eforturile de prevenire a utilizării foametei ca armă de război și conflict”.